# Бельцони, Сара
Са́ра Бельцо́ни, урождённая Са́ра Бэ́нни (англ. Sarah Banne, январь 1783 — 12 января 1870) — английская путешественница и писательница, супруга авантюриста Джованни Баттиста Бельцони. Начинала карьеру цирковой артистки, выступая вместе с мужем. В 1816 году поехала с Бельцони в Египет, где не только сопровождала его на раскопках древних памятников, но и совершила в январе — сентябре 1818 года самостоятельное путешествие по Святой Земле, побывав в Иерусалиме. После возвращения пропагандировала археологические находки, писала о жизни египетских женщин (42-страничная глава в описании путешествий Бельцони). В 1823 году Бельцони скончался во время очередной экспедиции в Африку, и Сара не сумела сохранить его наследие. После 1833 года она жила в крайней бедности в Брюсселе, а с 1857 года — в Сент-Хелиере, где скончалась и была похоронена. По утверждению археолога Айвора Ноэль Хьюма, Сара Бельцони «во многих отношениях была особой, опередившей своё время или, во всяком случае, не вписывающейся в обиходные представления о георгианской эпохе».

## Ранние годы и замужество
Сведения о происхождении, годах рождения и обстоятельствах встречи с будущим мужем Сары Бельцони крайне отрывочны и противоречивы. Девичья фамилия Сары дискутируется: Бэрри или Бэнни (Barre или Banne). Иногда упоминается, что она была ирландкой или, во всяком случае, встретилась с Джованни Бельцони в Ирландии, но всё это совершенно непроверяемо. По сведениям, приводимым журналистом Сайрусом Реддингом, Сара родилась в январе 1783 года в Бристоле. Сильно разнятся даже описания её внешности: в Dictionary of National Biography она описана как «достойная пара своему супругу» и обладательница «пропорций амазонки». Чарльз Диккенс, встречавшийся с Сарой Бельцони в 1851 году, напротив, описывал её как «изящную даму». Он же утверждал, что знакомство произошло во время выступления Бельцони в Эдинбурге, там же пару встретил Генри Солт, который устроил ангажемент, позволивший заключить брак. С тех пор в представлениях с участием Бельцони участвовала и Сара в костюме Купидона. Однако эти сведения недостоверны, поскольку в эдинбургском цирке Астли Бельцони работал три недели в 1805 году, а Солт в 1802—1806 годах вообще находился за пределами Британии.
К моменту замужества Саре было около 20 лет и она полностью сформировалась как личность. Судя по описаниям, она не проявляла маскулинных черт, несмотря на то, что полностью разделяла с Бельцони все тяготы кочевой жизни циркового артиста, а затем и путешественника по отдалённым странам. Она неизменно проявляла интерес к психологии и семейной жизни женщин Палестины и Египта и легко налаживала контакт с арабскими женщинами, несмотря на плохое знание языка. Согласно описанию Сайруса Реддинга, Сара ничем не выделялась среди английских простолюдинок, если не считать природного ума и роста несколько выше среднего.
Следующие десять лет жизни четы Бельцони прошли в почти непрерывных гастролях по Англии и континентальной Европе, хотя из хронологии зачастую выпадают месяцы, а иногда и годы. О жизни Бельцони в 1811 году не известно вообще ничего. Вновь его имя в газетах появляется в феврале 1812 года во время гастролей в Корке: реклама обещала представление с отрезанием головы человека и возвращением её на место. В ноябре 1814 года Бельцони обнаружился в Мессине, откуда отправил письмо родителям, датированное 26 ноября — спустя три недели после собственного 36-летия. Из него следует, что ранее Джован Баттиста выступал в Мадриде и Барселоне, а далее планировал следовать до Мальты и Константинополя. Он также писал, что рад известиям о рождении у брата Антонио первенца — после десяти лет брака, и добавлял, что сам женат уже двенадцать лет, но не планирует иметь детей, поскольку они станут «препятствием для путешествий». На Рождество 1814 года чета Бельцони прибыла в Валлетту. В этот период ничто не указывало на то, что Джованни Баттиста или Сара испытывали хотя бы малейший интерес к Египту.

## Египет

### Участие в раскопках древностей

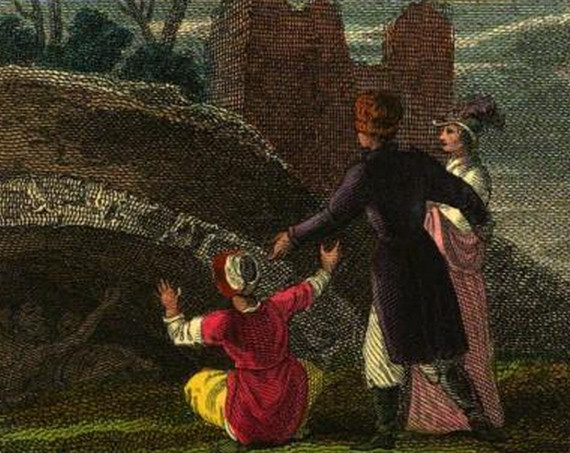
«Жители Майнарти прячутся от людей Бельцони». Гравюра к детской адаптации отчёта Бельцони — одно из немногих изображений Сары Бельцони

Чета Бельцони пробыла в Валлетте около полугода. Возможно, это указывало на отсутствие определённых планов в жизни. Судьбоносной для Джованни Баттисты оказалась встреча с агентом египетского паши Мухаммеда Али. 19 марта 1815 года датирован британский паспорт, выписанный на Джованни и Сару Бельцони. В паспорте было указано, что они здоровы, а во время их нахождения на Мальте отсутствовали чумные или иные заразные заболевания. Чету сопровождал ирландец-слуга Джеймс Кёртин, которому было 19 лет. Они отплыли в Александрию на бриге «Бениньо» 19 мая 1815 года. После прибытия оказалось, что на берегу свирепствует чумная эпидемия, и супруги Бельцони перебрались во французский квартал, где до 24-го числа пребывали в карантине. Далее Джованни Баттиста смог устроиться у паши инженером-гидравликом и уже 1 июля нанял парусную лодку с каютой и отбыл с женой в Каир. Они поселились у министра внешних сношений и торговли Юсуфа Богос-бея — армянина по происхождению, родом из Смирны, владевшего итальянским и французским языками. После долгих проволочек, Бельцони занялся работами по монтажу гидравлической машины в Шубре; время позволило посетить вместе с Сарой Саккару и Дахшур с древнейшими пирамидами Египта. После возвращения Сара выходила занемогшего губернатора Шубры припарками, специями и тёплым вином. После этого чету Бельцони даже пригласили на египетскую свадьбу. Испытание водоподъёмной машины прошло лишь в июне 1816 года; поскольку гидравлическое колесо было построено из некачественных материалов, произошло крушение, во время которого слуга-ирландец Джеймс сломал бедро. На этом завершилась карьера Бельцони — инженера.

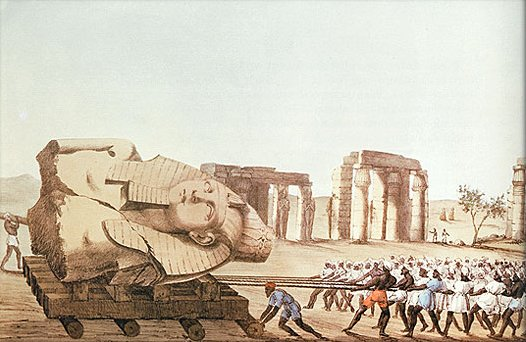
Перевозка головы Мемнона. Литография из отчёта Бельцони

Судьбу Бельцони решил новый генеральный консул Британии — Генри Солт, который остановился в том же доме Богос-паши, в котором чета обитала годом ранее. Солт нанял Джованни Баттисту для вывоза из Фив гигантской гранитной головы фараона, так называемого «Мемнона». Всего через два дня каютная лодка, на которую сели и Сара с Дж. Кёртином, отбыла по Нилу. В Луксор прибыли 22 июля, сразу заметив Колоссы Мемнона. В тот же день Бельцони осмотрел голову, которую должен был извлечь из песков, и сразу занялся логистикой предприятия. Они с Сарой поселились в хижине, наскоро построенной прямо на месте работ, и узнали у местных жителей, что через месяц настанет разлив Нила, который дойдёт прямо до подножья древних руин: следовало торопиться. Работы шли в сильную жару, Бельцони перенёс тепловой удар, почти не мог спать по ночам, а его желудок исторгал любую принимаемую пищу. 1 августа из-за жары пришлось отправить в Каир Дж. Кёртина — он никак не мог приспособиться к климату. Напротив, миссис Бельцони не просто адаптировалась, но ещё и сдружилась с женщинами деревни Курна и проводила с ними целые дни. Её поразило, что местные жители используют в качестве домов древние гробницы; следовательно, можно было получить очень много древностей.
Закончив транспортировку «головы Мемнона», Бельцони не собирался возвращаться в Каир. Поручение, данное ему Солтом, предусматривало поиск других египетских древностей, поэтому он принял решение идти дальше — до первого нильского порога. В воскресенье, 18 августа 1816 года чета Бельцони в сопровождении охранника и переводчика отплыла на юг, а уже 24 августа путешественники увидели «лес пальм», скрывающий руины старого Асуана. Бельцони прибыли в Асуан за два дня до праздника разговения, Сару даже пустили в губернаторский гарем, где жили две его жены — старшая и младшая; там она произвела впечатление как своей внешностью, так и тем, что носила мужскую одежду и курила трубку. Она пришла к выводу, что хотя турки и арабы презрительно относятся к женщинам, но через них можно добиться важных результатов. Сара подарила женщинам губернаторского дома стеклянные бусы, зеркальца и свои серебряные пуговицы, которые произвели наибольшее впечатление.

### Абу-Симбел, Нубия и Долина Царей

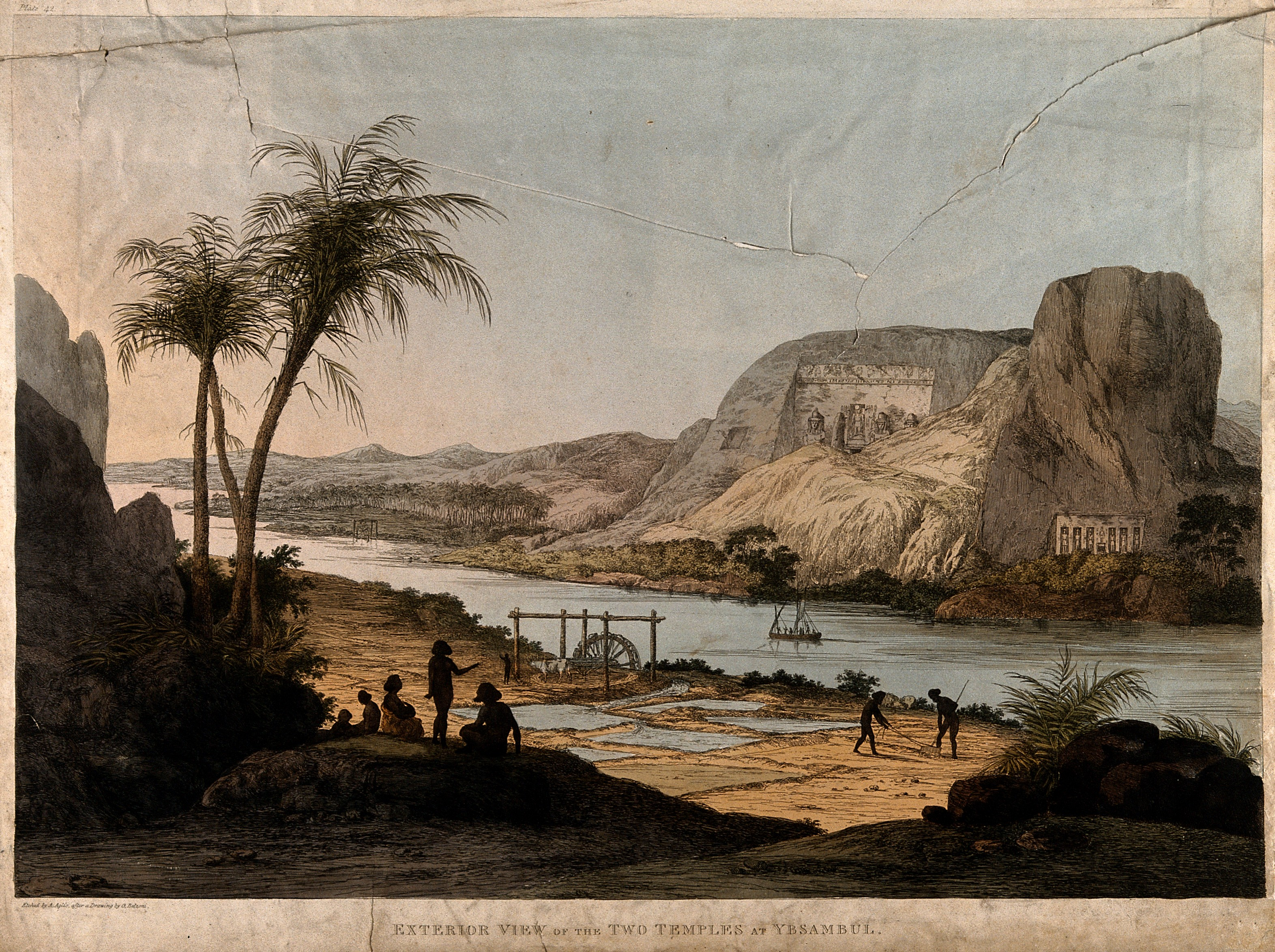
Панорама Абу-Симбела из отчёта Бельцони по рисункам Альо, Агостино

В Нубию Бельцони отплыл 27 августа, оставив большую часть своего снаряжения под охраной асуанского губернатора. 28-го числа, когда подошли к безымянной деревне на правом берегу, местные жители встретили белых враждебно, и Джованни, Саре и переводчику-копту пришлось зарядить ружья и пистолеты, но на чёлн они вернулись благополучно; более того, за небольшой бакшиш удалось купить несколько греческих надписей. Дальнейшее передвижение было утомительным: течение Нила стало быстрым, ветер менял направление, дни были очень жаркими, а ночи холодными. Вдобавок, берега были пустынны и поросли колючкой, что мешало идти на бечеве. Сара Бельцони ловила ящериц (она называла их «хамелеонами»), одна из которых прожила у неё 8 месяцев. Наконец, 5 сентября путники добрались до Дерра — административного центра Нижней Нубии. 6 сентября двинулись к Абу-Симбелу, куда прибыли ещё через два дня. После разведки, в сентябре Бельцони с Сарой отправились на своём челноке ко второму порогу Нила, и попали в водоворот, из которого едва выбрались. Они добрались до Джебель-Абусир, где Бельцони оставил граффити со своим именем и датой посещения, который много лет спустя обнаружил Гюстав Флобер. Далее они вернулись к раскопкам, и установили, что дойти до входа не получится: наступал пик разлива Нила, удобный для доставки в Каир колосса Мемнона, а запасы у Бельцони истощились. Джованни с Сарой питались почти исключительно рисом — местные братья-шейхи отказались продавать овец. Сара в это время выменивала у нубиек антикварные сердоликовые украшения за стеклянную бижутерию, и сочла, что женщины Юга «более цивилизованные и сердечные», чем египтянки. 2 октября маленький отряд вернулся в Луксор.
В октябре — ноябре Бельцони вёл раскопки в Долине Царей. Сара всё это время страдала от офтальмии и в течение 20 дней вообще не могла видеть, и считала, что ослепла навсегда. Она также страдала от лихорадки. Выхаживала её египетская семья из Луксора, где миссис Бельцони обитала на женской половине, не имея переводчика или общества европейцев. Только 21 ноября супруги покинули Фивы, причём, если Сара излечилась, то Джованни сам пострадал от сильного приступа офтальмии, и две недели в пути скрывался в тёмной каюте. 15 декабря, после пяти с половиной месяца отсутствия, все вернулись в Каир. Бельцони, впрочем, стремился как можно скорее вернуться в Абу-Симбел, чтобы по праву сделаться первым человеком, который за много веков первым пройдёт под его своды.
Сара отказалась возвращаться в Нубию, поэтому её пристроили в дом старшего клерка английского консульства Коккини. 20 февраля 1817 года Джованни отправился в путь. В мае 1817 года, не выдержав ожидания, Сара с Джеймсом Кёртином отбыла в Асуан к мужу, но оказалось, что для них нет места на лодке. Её оставили на острове Филе в наскоро сооружённом из самана на крыше храма Исиды двухкомнатном доме. Супруги воссоединились в августе, когда Джованни всё-таки докопался до входа в храм Абу-Симбела, и 17 августа все благополучно вернулись в Луксор. После новых поисков в Долине Царей, загрузив лодку своими находками, Бельцони с Сарой вернулись в Каир 21 декабря.

### Путешествие в Палестину и возвращение в Европу
Вероятно, в Каире супруги поссорились: Бельцони стремился в Луксор, чтобы закончить копирование всех деталей обнаруженной им гробницы Сети в натуральную величину (рельефы делались из воска) и вывезти найденный алебастровый саркофаг, а Сара заявила, что совершенно не желает возвращаться в Фивы. В результате 5 января 1818 года она вместе с переводчиком Джованни Финати и слугой Кёртином отбыла в Акко. Бельцони поклялся, что присоединится к ней, как только закончит работы. Из-за простоя в Дамьетте, до Палестины все добрались лишь в марте. 12 марта Сара прибыла, наконец, в Иерусалим; ей удалось посетить Гроб Господень на Пасху. Женщина-путешественница вызвала интерес в европейском сообществе Палестины, более того, когда Сара Бельцони опубликовала дневник своей поездки, она написала, что посещение Святой Земли было главной целью, ради которой она отправилась в Египет.
Из Палестины Сара вернулась в сентябре 1818 года, когда Бельцони странствовал по пустыне в поисках древних изумрудных копей. Из её письма следовало, что удалось, переодевшись мальчиком, посетить мечеть Куббат ас-Сахра. Воссоединение супругов произошло лишь 23 декабря. К тому времени Сара страдала лихорадкой и разлитием жёлчи, и перенесла желтуху. Только 27 января 1819 года чета Бельцони покинула Фивы, чтобы уже никогда не вернуться в эти места. 18 февраля 1819 года муж и жена Бельцони добрались до Каира, но не стали задерживаться: следовало доставить в Александрию груз древностей. Сам Бельцони тяготился пребыванием в Александрии, и поселился с Сарой в Розетте в доме английского купца. Джеймса Кёртина окончательно рассчитали и отправили в Англию, заменив его слугой-сицилийцем. В середине сентября 1819 года супруги Бельцони отбыли на бригантине в Венецию. После карантина Бельцони был триумфально принят на малой родине — в Падуе, где не был около двадцати лет. 31 марта 1820 года о возвращении Бельцони написала и лондонская «Таймс».

## С Бельцони в Европе

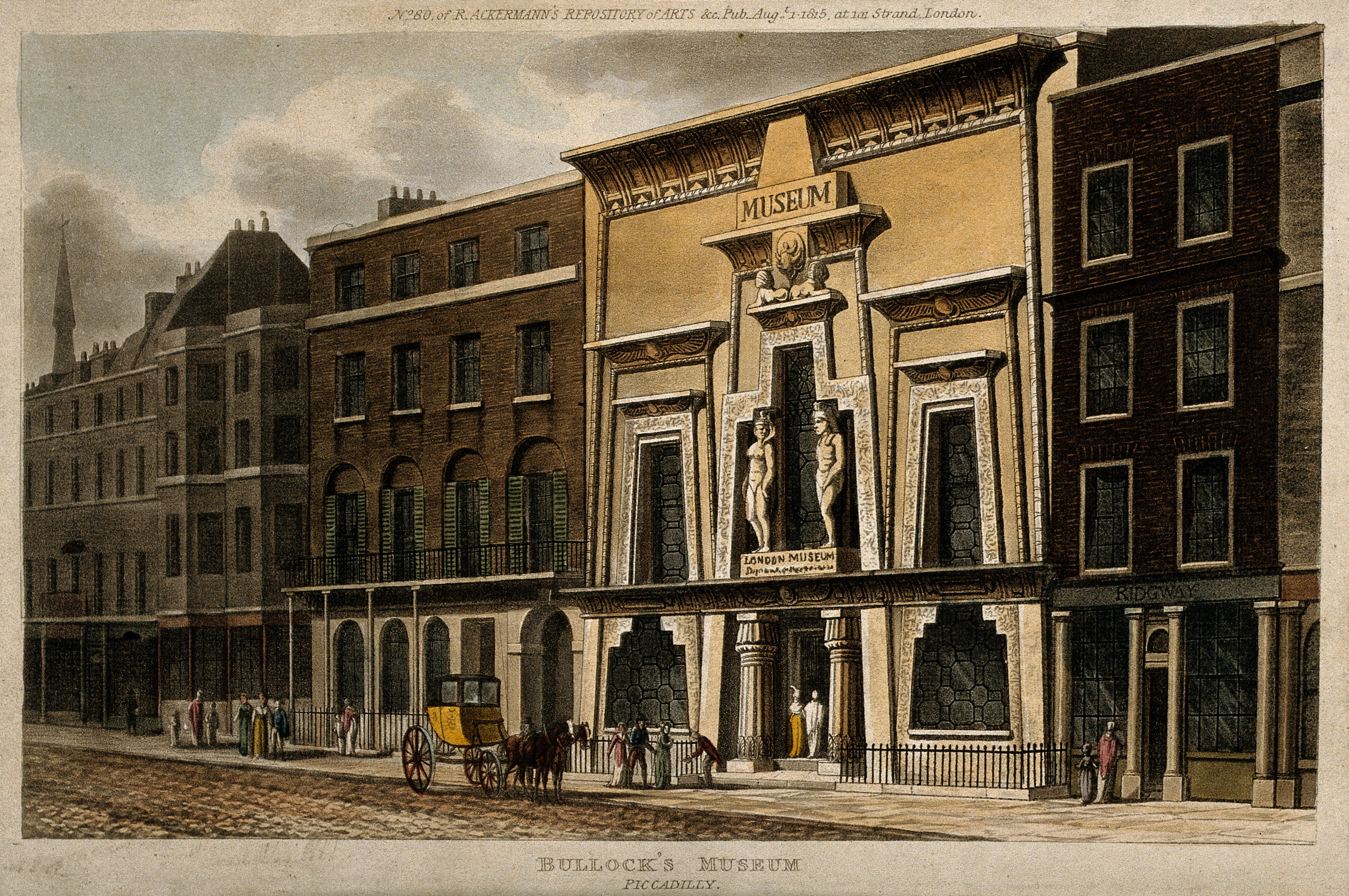
Фасад Египетского зала на Пикадилли. Акватинта 1815 года

В британскую столицу Джованни Баттиста и Сара Бельцони отбыли дилижансом через Милан, Альпы и Париж. Главной задачей падуанца была публикация книги о своих путешествиях и достижениях и организация большой выставки египетских находок. Иллюстрированное издание вышло под заглавием «Narrative of the operations and recent discoveries… in Egypt and Nubia»; тираж в 1000 экземпляров с 44 цветными гравюрами на меди обошёлся в 2163 фунта стерлингов (181 100 в ценах 2018 года). Стоимость тома с текстом составляла 2 гинеи (175 фунтов стерлингов), а тома с иллюстрациями — ещё шесть (527 фунтов в ценах 2018 года). Саре в этой книге принадлежала глава в 42 страницы, в которой описывалось положение женщин Египта, Нубии и Палестины. В Лондоне супруги сначала остановились на съёмной квартире на Даунинг-стрит, а затем переселились в Крейвен-Хилл, где в семье соседей проживала будущая актриса Фанни Кембл. Воспоминания Фанни подтверждают, что Сара курила длинную турецкую трубку.
В сентябре 1820 года Бельцони отправился в Париж, искать французского издателя для своей книги. Им стал Жан-Антуан Галиньяр; договорились и о том, чтобы английское и французское издание вышли одновременно, к Рождеству. За перевод взялся Жорж Бернар Депен, который проделал работу в два месяца, несколько смягчив антифранцузские пассажи и полностью удалив главу, написанную Сарой, за её «тривиальностью». Перевод понравился Джованни Баттисте и он написал в Падую, требуя, чтобы итальянский перевод был основан на французском тексте; так же поступили и с немецким изданием. Европейская пресса приняла книгу Бельцони тепло — по сути, это были необработанные путевые дневники, и эффект присутствия дополнительно позволял почти физически понять древность египетской цивилизации. О популярности книги Бельцони свидетельствует и факт, что известная просветительница Сара Аткинс выпустила переложение путевых заметок Бельцони для детского чтения под названием Fruits of Enterprise.
Во вторник, 1 мая 1821 года в Лондоне открылась первая выставка египетского искусства, организованная Бельцони. Для неё сняли Египетский зал, воздвигнутый ещё в 1812 году на Пикадилли напротив Бонд-стрит. Не сохранилось сведений, во сколько обошлась эта выставка; размещением экспонатов, вероятно, пришлось заниматься самому Бельцони. Неизвестно, при каких обстоятельствах Бельцони получил приглашение в Санкт-Петербург, где получил частную аудиенцию у императора Александра I, на которой был удостоен кольца с 12-ю бриллиантами. Через Финляндию и Швецию он добрался до Копенгагена, и в середине мая вернулся в Лондон. Открылась выставка Бельцони и в Париже. Летом 1823 года Бельцони в одиночку отплыл в Западную Африку, желая достигнуть Тимбукту, и скончался 3 декабря от дизентерии в Уготоне, где и был похоронен. В прощальных распоряжениях Бельцони велел оставшиеся у него 350 фунтов стерлингов и бриллиантовое кольцо, подаренное русским царём, передать Саре. Дневник Бельцони был отправлен в Европу, но никаких следов его так и не обнаружено.

## Дальнейшая жизнь

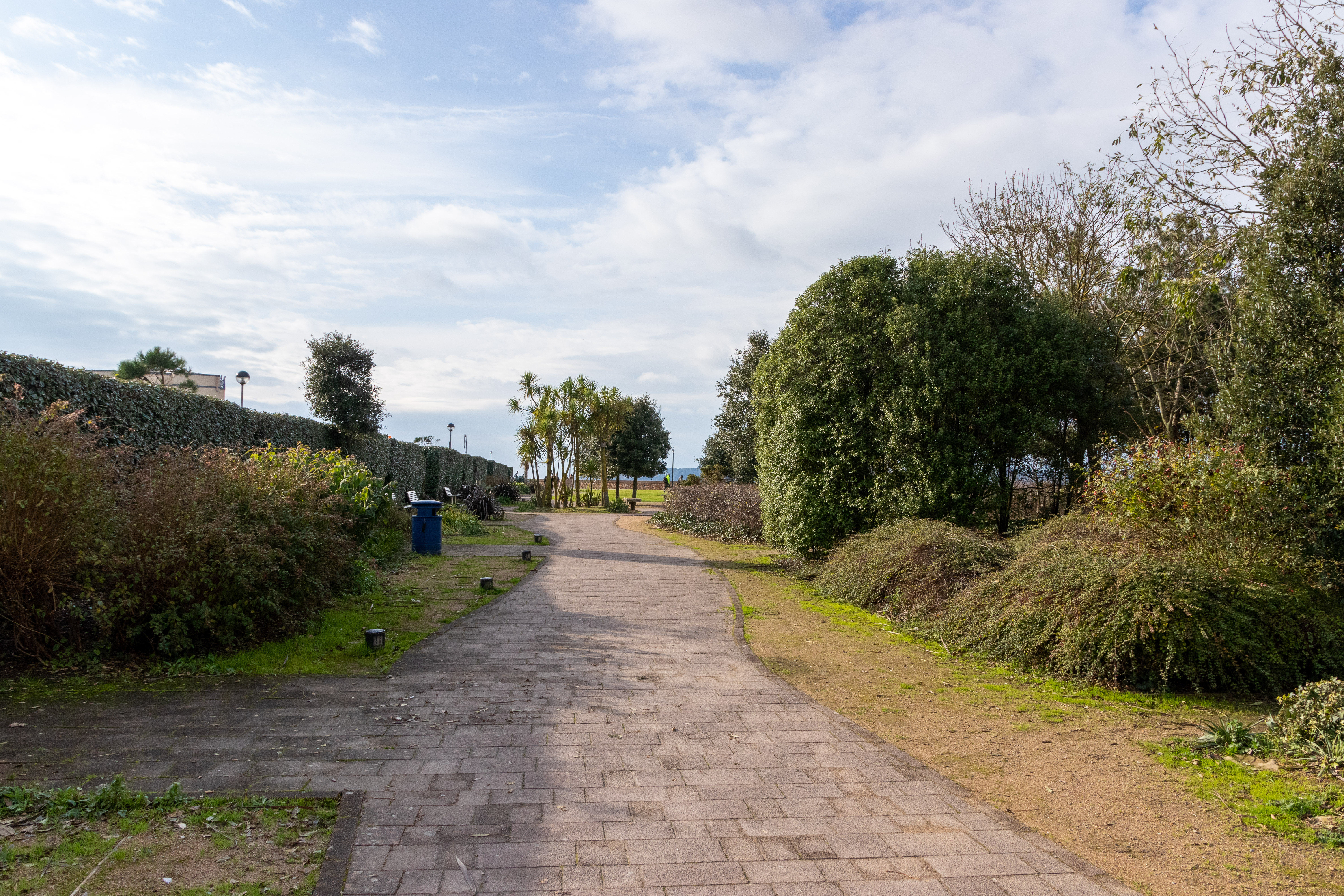
Жарден де ла Мер в Сент-Хелиере в 2019 году

Известия о кончине Джованни Бельцони достигли Лондона спустя пять месяцев — весной 1824 года. «Таймс» сообщала, что выставка в Париже потеряла популярность, и миссис Бельцони предполагала продать экспонаты во Франции, а если не выйдет — переместить экспозицию в Эдинбург или Дублин. Весной 1825 года Сара попыталась вновь открыть выставку в Лондоне на Лестер-сквер (экспонаты помог смонтировать Джеймс Кёртин), но к тому времени была очень велика конкуренция — повсеместно открывались «Диорамы» и «Косморамы». 18 ноября 1825 года выставка «Египетская гробница» была конфискована за долги. Вероятно, все средства Бельцони ушли на его экспедицию, и наследникам почти ничего не осталось. Алебастровый саркофаг Сети I, откопанный и привезённый в Лондон Бельцони, купил Соун для своего музея; Генри Солт получил 2000 фунтов стерлингов (165 400 в ценах 2020 года), братья и вдова Бельцони — ни пенни; однако Сару пригласили на торжественное открытие выставки. После окончательного разорения Сары, друзья смогли собрать около 200 фунтов (16 540) на спасение вдовы.
Дальнейшая судьба Сары Бельцони известна лишь благодаря эпизодическим упоминаниям. Около 1833 года она переехала в Брюссель, и прожила там много лет в доме № 2 на бульваре Ватерлоо. Её переписка с писательницей Сидни Леди Морган от 1833 года была опубликована тридцать лет спустя столь небрежно, что оказалось, будто Сара побывала в Иерусалиме в 1808 году, а в Каире — в 1837-м (соответственно, должны быть 1818 и 1817-й годы). Позднее Леди Морган навестила Сару Бельцони, и обнаружила, что та обитает в брюссельском пригороде в комнатке под самой крышей; вдова не расставалась с изрядно потёртой траурной накидкой (под которой носила восточное женское платье), а свою спальню делила с мумией «жрицы», покоящейся в саркофаге с иероглифами. Эту мумию — последнюю, доставшуюся ей от Бельцони, — в 1844 году она продала Королевскому бельгийскому музею за 400 бельгийских франков. В 1849 году она познакомилась с медиком Вайсом, будущим видным масонским деятелем, который обратил на её судьбу внимание Великого мастера Ирландии; часть материалов, оставшихся от Бельцони, были опубликованы в 1880-е годы в «Масонском журнале». Благодаря хлопотам Диккенса и некоторых друзей, лорд Пальмерстон в 1851 году присудил Саре небольшую пенсию (100 фунтов стерлингов в год, то есть 11 000 в ценах 2020 года), выплачиваемую из цивильного листа.
В 1857 году Сара Бельцони переехала на Нормандские острова и поселилась в доме № 5 в тупике Отбуа-жарден в Сент-Хелиере на острове Джерси. Там же она и скончалась в возрасте 87 лет 12 января 1870 года. По завещанию, заверенному 10 января 1870 года, всё имущество унаследовала её крестница Селина Бельцони Такер, которая передала в Британский музей золотую медаль, отчеканенную в 1821 году в честь Джованни Баттисты. Могила Сары Бельцони считалась утраченной, но в сентябре 2011 года была обнаружена энтузиастами из Société Jersiaise Анной Баджани и Джоном Тейлором. Надгробие сильно пострадало от времени, но эпитафия была ещё различима.

## Публикация
Mrs. Belzoni's trifling account of the women of Egypt, Nubia, and Syria // Belzoni G. Narrative of the operations and recent discoveries within the pyramids, temples, tombs, and excavations, in Egypt and Nubia; and of a journey to the coast of the Red Sea, in search of the ancient Berenice, and of another to the oasis of Jupiter Ammon :  [англ.]. — London : J. Murray, 1820. — P. 441—483. — xix, 483 p.